# GCalc
GCalc är ett program i Java som fungerar som en grafritande miniräknare. Programmet kräver att man har Java Runtime Environment installerat. Gcalc2 är öppen källkod. Gcalc2 är en grundläggande grafritande miniräknare, men som räcker rätt långt. Programmet har funktioner som spåra funktionen, och det klarar ganska avancerade funktioner. GCalc2 kan också laddas ned och användas lokalt på datorn. Det gör det till ett utmärkt hjälpmedel även för de som inte har uppkoppling. GCalc3 är uppbyggd i delprogram. Det finns även en 3D variant där man kan åskådliggöra mer komplexa grafer. Där finns också en ekvationslösare. GCalc3 är fortfarande under utveckling.